# Alepidea longipetiolata
Alepidea longipetiolata là một loài thực vật có hoa trong họ Hoa tán. Loài này được Schltr. & H.Wolff mô tả khoa học đầu tiên năm 1913.